# منتخب جزر كايمان لسباعيات الرغبي
منتخب جزر كايمان لسباعيات الرغبي هو ممثل جزر كايمان الرسمي في المنافسات الدولية في سباعيات الرغبي .